# Eugerres
Eugerres is een geslacht van straalvinnige vissen uit de familie van mojarra's (Gerreidae).

## Soorten
- Eugerres axillaris (Günther, 1864)
- Eugerres brasilianus (Cuvier, 1830)
- Eugerres brevimanus (Günther, 1864)
- Eugerres lineatus (Humboldt, 1821)
- Eugerres mexicanus (Steindachner, 1863)
- Eugerres periche (Evermann & Radcliffe, 1917)
- Eugerres plumieri (Cuvier, 1830)